# Stormbringer (álbum)
Stormbringer es el noveno álbum de estudio de la banda británica de hard rock Deep Purple, publicado en noviembre de 1974. En esta obra se explora el funk y el soul de un modo más amplio que en Burn.
En el proceso de creación del disco el guitarrista Ritchie Blackmore nunca pudo concentrarse completamente en ayudar a sus compañeros debido a que se encontraba profundamente afectado por su reciente ruptura matrimonial. Por esta razón, el bajista Glenn Hughes influye notablemente en el sonido del álbum con ideas funk y soul. Esto terminó por afectar la convivencia entre los integrantes del grupo ya que Blackmore mostró total disconformidad con el nuevo sonido de la banda llegando a calificar al álbum como "una reverenda porquería". Ritchie dejó la banda poco después de la edición de este disco.
El título de la canción proviene de una espada ficticia llamada Stormbringer y presente en la obra fantástica del escritor Michael Moorcock.
La portada del álbum procede de una fotografía tomada por Lucille Handberg. Handberg se encontraba el 8 de julio de 1927 en el pueblo de Jasper, Minnesota, EE. UU., cuando un tornado cruzó los alrededores y ella lo fotografió. Esta imagen se hizo famosa con el paso de los años. La banda tomó esta foto, la editó y luego la utilizó como portada del disco.
Stormbringer estuvo más de veinte años descatalogado en los Estados Unidos, pero se editó una nueva versión remasterizada y con temas extra en la primavera de 2008. La canción "Soldier of Fortune" fue versionada por artistas como Opeth, Whitesnake, Black Majesty y Blackmore's Night, mientras que Turmion Kätilöt hizo lo propio con "Stormbringer".

## Lista de canciones
Todas las canciones escritas por Blackmore, Coverdale, Hughes, Lord y Paice excepto donde se indique:
1. "Stormbringer" (Blackmore, Coverdale) – 4:03
2. "Love Don't Mean a Thing" – 4:23
3. "Holy Man" (Coverdale, Hughes, Lord) – 4:28
4. "Hold On" (Coverdale, Hughes, Lord, Paice) – 5:05
5. "Lady Double Dealer" (Blackmore, Coverdale) – 3:19
6. "You Can't Do It Right (with the One You Love)" (Blackmore, Coverdale, Hughes) – 3:24
7. "High Ball Shooter" – 4:26
8. "The Gypsy" – 4:13
9. "Soldier of Fortune" (Blackmore, Coverdale) – 3:14

## Músicos
- Ritchie Blackmore - guitarra
- David Coverdale - voz
- Glenn Hughes - bajo, voz
- Jon Lord - órgano, teclados
- Ian Paice - batería, percusión